# Castleton, Derbyshire
Castleton är en ort och civil parish i Storbritannien.   Den ligger i distriktet High Peak i grevskapet Derbyshire i England, i den södra delen av landet, 230 km nordväst om huvudstaden London. Castleton ligger 194 meter över havet och antalet invånare är 649.
Terrängen runt Castleton är kuperad norrut, men söderut är den platt. Castleton ligger nere i en dal. Runt Castleton är det ganska tätbefolkat, med 86 invånare per kvadratkilometer. Trakten runt Castleton består i huvudsak av gräsmarker.